# Chichila
Chichila är en ort i Mexiko.   Den ligger i kommunen Taxco de Alarcón och delstaten Guerrero, i den södra delen av landet, 110 km sydväst om huvudstaden Mexico City. Chichila ligger 1 976 meter över havet och antalet invånare är 326.
Terrängen runt Chichila är huvudsakligen kuperad, men österut är den bergig. Runt Chichila är det ganska tätbefolkat, med 111 invånare per kvadratkilometer. Närmaste större samhälle är Taxco de Alarcón, 10,0 km öster om Chichila. I omgivningarna runt Chichila växer huvudsakligen savannskog.